# Jason Rogers (atleet)
Jason Rogers (Sandy Point Town, 31 augustus 1991) is een sprinter uit Saint Kitts en Nevis. Hij is gespecialiseerd in de 100 m. Hij nam driemaal deel aan de Olympische Spelen.

## Biografie
In 2011 behaalde Rogers zijn eerste medaille op een internationaal evenement. Samen met Kim Collins, Antoine Adams en Brijesh Lawrence liep Rogers naar de bronzen medaille op de 4x100 meter tijdens de Wereldkampioenschappen atletiek 2011. Een jaar later nam Rogers een eerste keer deel aan de Olympische Spelen. Zowel op de 100 meter als op de 4 × 100 meter estafette werd hij uitgeschakeld in de reeksen. Ook in 2016 maakte Rogers deel uit van het nationale viertal dat Saint Kitts en Nevis mocht vertegenwoordigen op de Olympische Spelen. Opnieuw kwam hij niet verder dan de reeksen. 
In 2021 kon Browning zich voor een derde keer kwalificeren voor de Olympische Zomerspelen van Tokio. Met een tijd van 10,21 s kon hij zich plaatsen voor de halve finale van de 100 meter. In deze halve finale eindigde hij 6e, niet voldoende om zich te plaatsen voor de finale. 

## Titels
- Nationaal kampioen Saint Kitts en Nevis 100 m - 2017

## Persoonlijke records
Outdoor
| Onderdeel | Prestatie | Datum            | Plaats      |
| --------- | --------- | ---------------- | ----------- |
| 100 m     | 10,01 s   | 16 juni 2013     | Basseterre  |
| 200 m     | 20,84 s   | 16 augustus 2014 | Mexico-Stad |

Indoor
| Onderdeel | Prestatie | Datum            | Plaats    |
| --------- | --------- | ---------------- | --------- |
| 50 m      | 5,74 s    | 31 januari 2014  | Saskatoon |
| 60 m      | 6,52 s    | 15 februari 2014 | Toronto   |

## Palmares

### 60 m
- 2014: 5e in ½ fin. WK Indoor - 6,62 s

### 100 m
- 2008: 5e in de series Centraal-Amerikaanse en Caraïbische Kampioenschappen - 10,81 s
- 2010: 6e WK Junioren - 10,49 s
- 2010: 8e Gemenebestspelen - 10,92 s
- 2011: 5e in ½ fin. Pan-Amerikaanse Spelen - 10,44 s
- 2012:  NACAC-kampioenschappen U23 - 10,06 s
- 2012: 5e in series OS - 10,30 s
- 2013: 5e Centraal-Amerikaanse en Caraïbische Kampioenschappen - 10,24 s
- 2013: 6e in ½ fin. WK - 10,15 s
- 2014: 5e in ½ fin. Gemenebestspelen - 10,30 s
- 2015: 6e NACAC-kampioenschappen - 10,29 s
- 2018:  Centraal-Amerikaanse en Caraïbische Spelen - 10,15 s
- 2018: DSQ finale NACAC-kampioenschappen
- 2018: 6e Gemenebestspelen - 10,24 s
- 2019: 7e Pan-Amerikaanse Spelen - 10,40 s
- 2021: 6e in ½ fin. OS - 10,12 s

### 4 x 100 m
- 2008:  Centraal-Amerikaanse en Caraïbische Kampioenschappen - 40,81 s
- 2010: 7e Centraal-Amerikaanse en Caraïbische Spelen - 39,43 s
- 2011:  Centraal-Amerikaanse en Caraïbische Kampioenschappen - 39,07 s
- 2011:  WK - 38,49 s
- 2011:  Pan-Amerikaanse Spelen - 38,81 s
- 2012: 6e in series OS - 38,41 s
- 2013: 6e Centraal-Amerikaanse en Caraïbische Kampioenschappen - 39,82 s
- 2013: 5e in ½ fin. WK - 38,58 s
- 2014: 4e Centraal-Amerikaanse en Caraïbische Spelen - 39,35 s
- 2014: 12e IAAF World Relays - 39,07 s
- 2014: DNF in series Gemenebestspelen
- 2015: 6e NACAC-kampioenschappen - 39,20 s
- 2015: 5e in series Pan-Amerikaanse Spelen - 39,10 s
- 2015: 6e IAAF World Relays - 38,85 s
- 2016: 7e in series OS - 39,81 s